# Leontica

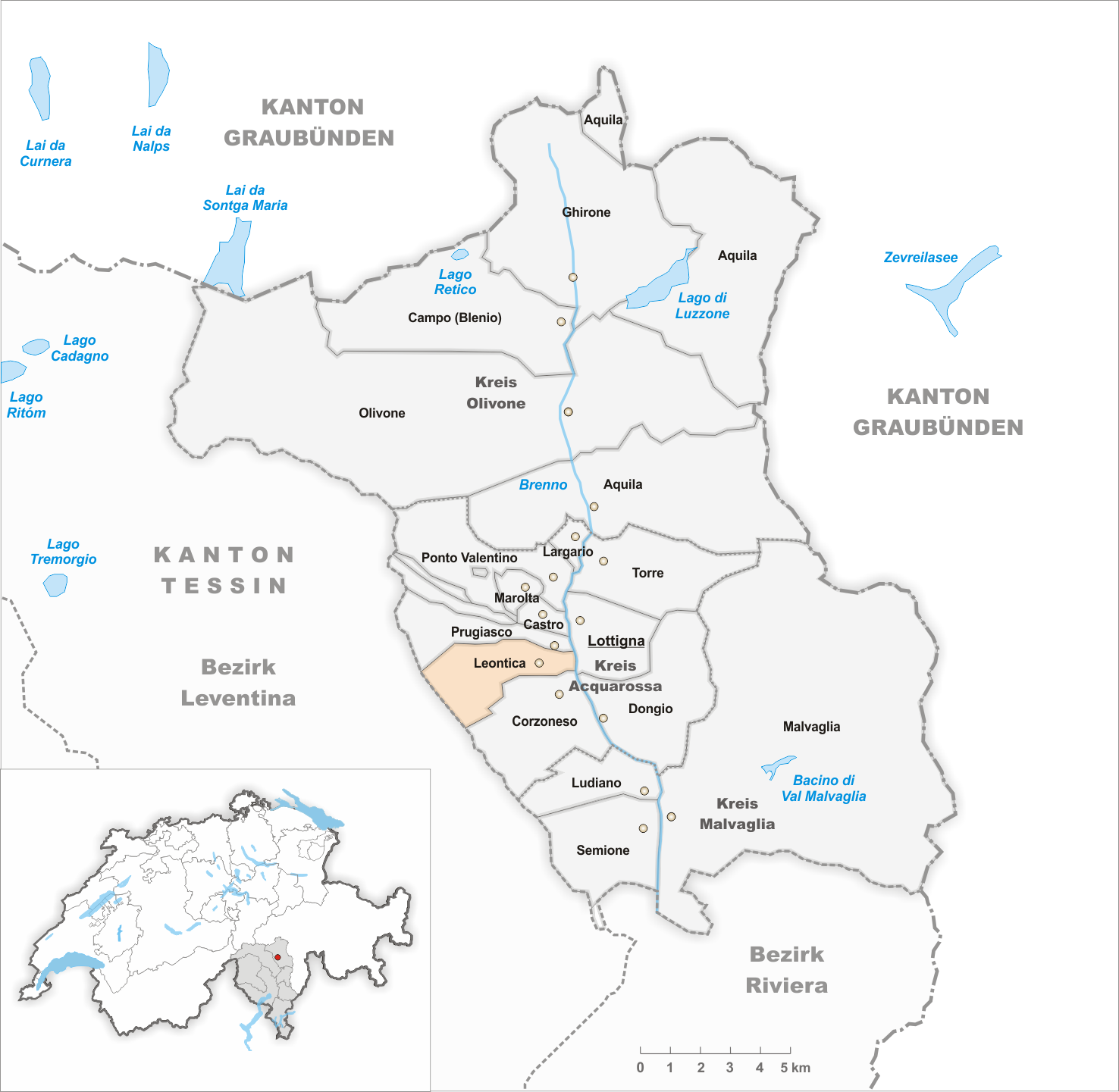
Gemeindestand vor der Fusion am 4. April 2004

Luftbild (1954)

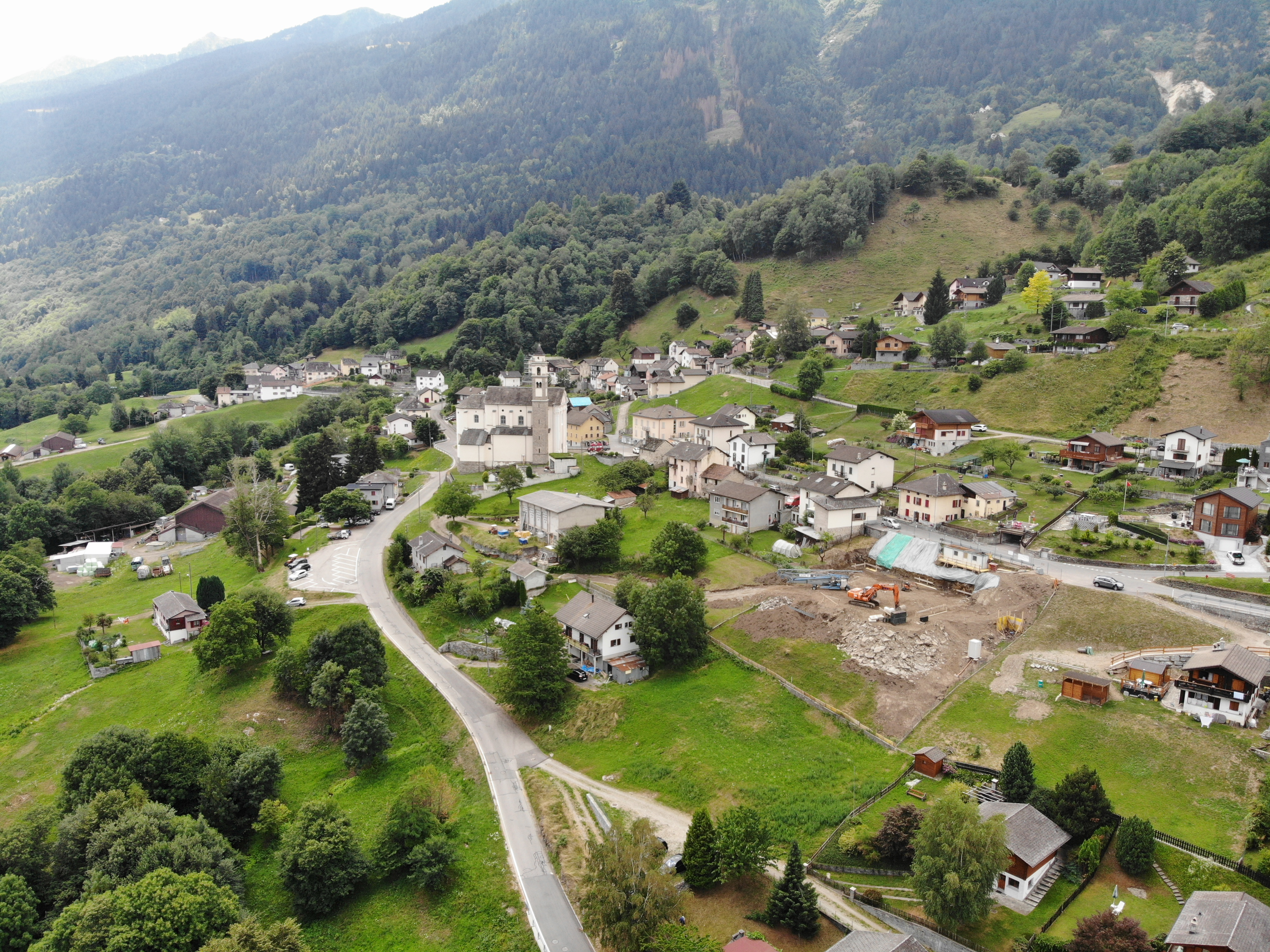
Leontica

Leontica (lombardisch Lontia [ˈlontja, ˈlontia]) ist eine Ortschaft in der 2004 gebildeten politischen Gemeinde Acquarossa im Schweizer Kanton Tessin. Zuvor bildete sie eine eigenständige Gemeinde.

## Geographie
Das Dorf Leontica liegt im mittleren Bleniotal auf einer Höhe von 876 m ü. M. Die ehemalige Gemeinde erstreckte sich vom Fluss Brenno bis zu den Abhängen des Nara (2330 m ü. M.) und umfasste neben dem Dorf Leontica auch den wenig über dem Talgrund liegenden Weiler Comprovasco.

## Geschichte
Das Dorf wird urkundlich erstmals 1204 als Levontega erwähnt. Im Namen steckt der Volksname der Lepontier. Es bildete damals eine eigene Nachbarschaft (vicinìa), die zur fagìa Malvaglia oder de subtus gehörte. Ein Entscheid des Bundesgerichts von 1926 machte den Streitigkeiten mit Corzoneso über Allmenden ein Ende.
Am 4. April 2004 schlossen sich die zuvor selbständigen Gemeinden Castro, Corzoneso, Dongio, Largario, Leontica, Lottigna, Marolta, Ponto Valentino und Prugiasco zur neu gebildeten Gemeinde Acquarossa zusammen. Leontica bildet aber nach wie vor eine eigenständige Bürgergemeinde.

## Bevölkerung
Einwohnerzahlen: Volkszählungsdaten

## Sehenswürdigkeiten
- Pfarrkirche San Giovanni Battista, erstmals im Jahr 1204 erwähnt, renoviert 1778–1784 unter der Leitung von Tommaso Colonetti; Kirchturm von Riccardo Gianella (1925). Im Innern ein Hochaltar (1780) von Carlo Andrea Galetti aus San Fedele Intelvi und die drei Fresken Battesimo di Cristo, Madonna Assunta und San Giovanni Evangelista des Malers Lorenzo Peretti aus Buttogno.[6] In der Rosenkranzkapelle befindet sich eine Holzstatue der Madonna mit Kind (1523), in der zweiten Kapelle von links ein Holztabernakel des 17. Jahrhunderts.[7][8]
- ehemaliges Kurhotel Terme mit Thermalbad, erbaut 1887 von Giuseppe Martinoli
- Schalenstein auf dem Monte Foppa (1562 m ü. M.)[9]

## Veranstaltungen
- La milizia storica napoleonica[10]

## Sport
- Unterhalb des Pizzo Molare liegt die Piandios-Hütte, in der Bergwanderer übernachten können[11]
- Das mit einer Sesselbahn zu erreichende Skigebiet Leontica-Nara umfasst 30 Pistenkilometer und bietet auch eine Schlittelpiste[12]